# 瑞安·阿迪戈
瑞恩-赛贡·阿迪戈（Ryan-Segon Adigo，2001年4月15日—）是一名德国职业足球运动员，目前效力于维尔茨堡踢球者，司职右边锋和右后卫。